# Alexandra Ledermann
Alexandra Ledermann, född den 14 maj 1969 i Évreux, Frankrike, är en fransk ryttare.
Hon tog OS-brons i den individuella hoppningen i samband med de olympiska ridsporttävlingarna 1996 i Atlanta.